# 살라마트주

살라마트주

살라마트주(프랑스어: Région du Salamat, 아랍어: منطقة سلامات)는 차드 남동부에 위치한 주로, 주도는 암티망이며 3개 현(아부데이아현, 바르아줌현, 하라즈망게이뉴현)을 관할한다. 남쪽으로는 중앙아프리카 공화국과 국경을 맞대고 있으며 주의 대표적인 산업은 농업과 목축업, 어업과 목화 재배이다.